# نور الدين الخادمي
نور الدين بن مختار الخادمي، ولد بمدينة تالة من ولاية القصرين في 18 ماي 1963، وزير الشؤون الدينية للجمهورية التونسية بحكومة حمادي الجبالي، في أول حكومة أفرزها التحول الديمقراطي بعد الثورة، منذ 21 ديسمبر 2011. ثم عين في نفس المنصب في حكومة علي العريض منذ 2013، في 2018 عين محاضرًا في الدراسات العليا في جامعة قطر في قسم الفقه وأصوله

## التاريخ
دخل الكتّاب بمسقط رأسه، كما زاول تعليمه الابتدائي والثانوي بتالة. والتحق عام 1984 بجامعة الزيتونة بتونس ومنها أحرز على درجة دكتوراه المرحلة الثالثة ثم دكتوراه الدولة في أصول الفقه عام 1997 في أصول الفقه وقد اشتغل بالتدريس الجامعي بكل من تونس والمملكة العربية السعودية حيث عمل بكلية المعلمين بمكة المكرمة وكلية العلوم القانونية والسياسية بتونس، وهو باحث متعاون مع مجمع الفقه الإسلامي بجدة.

## الكتب
حقق كتاب الإشارات في أصول الفقه المالكي لأبي الوليد الباجي المتوفي عام 474هـ، كما أن له عدة بحوث فقهية أصولية معاصرة.

## مواضيع ذات صلة
- حكومة علي العريض
- حكومة حمادي الجبالي

| المناصب السياسية      | المناصب السياسية                                   | المناصب السياسية  |
| --------------------- | -------------------------------------------------- | ----------------- |
| سبقه العروسي الميزوري | وزير الشؤون الدينية 24 ديسمبر 2011 - 29 جانفي 2014 | تبعه منير التليلي |